# 有效條約彙編
《有效條約彙編》（英語：Treaties in Force），全稱《有效條約彙編：美國條約及其他國際協定彙編》（英語：Treaties in Force: A List of Treaties and Other International Agreements of the United States in Force），是由美國國務院每年出版的刊物，收錄出版當年1月1日以前美國與世界各國曾經簽訂並於美國國務院記錄在案的有效條約及國際協定。其內容分為兩大部份：
1. 按國家或其他國際實體名稱編排的雙邊條約和國際協定；
2. 多邊條約及美國參與的國際協定。

該書有「可搜式PDF」（searchable PDF）的電子版本可供下載；印刷版本每年限量出版一次，以供無法取得電子版本的特定人士閱讀。

## 外交與內容
在一些例子中，縱使美國與特定國家不再保持外交關係，《有效條約彙編》仍會繼續收錄美國與該國家曾經有過的多邊條約或協定，例如美國、古巴、希臘曾在1934年達成一項多邊貿易協定，而後美國雖在1961年與古巴斷交，《有效條約彙編》2013版仍有收錄這項協定。不過中華民國國際法學會則稱，美國在1978年與中華民國斷交後就不再於《有效條約彙編》中收錄曾經與中華民國簽訂之各項協定與協議。

## 法律運用
除了用於條約或協定的索引之外，《有效條約彙編》也曾被美國法庭用於判別不同的法律實體，例如美國聯邦第九巡迴上訴法院在1999年對「明台產物保險案」的判決中引述《有效條約彙編》的內容，指出該彙編將「中國」（China）和「中國(台灣)」（China (Taiwan)）分開條列，又指出該彙編將「中國」（China）列在《華沙公約》的締約國之中而未將「中國(台灣)」（China (Taiwan)）一併列入，因而以這些內容作為判定「中國和台灣屬於不同的法律實體」的依據之一。

## 外部連結
- 美國國務院：Treaties in Force （页面存档备份，存于）（英文）
- 美國政府網上書店：U.S Government Bookstore （页面存档备份，存于）（英文）